# Khoshi (distrikt)
Khoshi är ett distrikt i Afghanistan. Det ligger i provinsen Logar, i den östra delen av landet, 60 kilometer söder om huvudstaden Kabul. Administrativ huvudort är Khoshi.
Distriktet beräknades år 2022 ha cirka 28 000 invånare.